# Amutat Kaduregel Hapoel Akko
L'Amutat Kaduregel Hapoel Akko (in ebraico עמותת כדורגל הפועל עכו‎?), noto semplicemente come Hapoel Akko, è una società calcistica israeliana con sede ad Acri. Gioca nella Liga Leumit, la seconda serie del campionato israeliano.

## Storia
Fondato nel 1946, il club gioca nelle serie minori fino all'inizio degli anni settanta. Nel 1973-1974, in seconda divisione (allora conosciuta come Liga Alef), disputa i play-off per la promozione in massima serie (allora chiamata Liga Leumit), ma termina in quinta posizione (su 6 squadre), non centrando l'obiettivo.
Nell'estate del 1974, la Liga Artzit rimpiazza la Liga Alef come seconda divisione del campionato israeliano (la Liga Alef diventa la terza divisione). Nel 1975-1976, l'Hapoel finisce secondo nella nuova lega ed è promosso per la prima volta in Liga Leumit, all'epoca la massima serie.
Nella Liga Leumit 1976-1977, la prima stagione al massimo livello nella storia dell'Hapoel Akko, la squadra arriva undicesima su 16, ottenendo la salvezza. Nella successiva stagione, tuttavia, l'Hapoel Akko vince solo due incontri, a fronte di otto pareggi e sedici sconfitte, giungendo ultimo e retrocedendo in Liga Artzit.
Negli anni novanta, l'Hapoel scende fino in Liga Alef (terza divisione). Nel 1998-1999, guadagna la promozione alla Liga Artzit (divenuta proprio nell'estate del 1999 la terza divisione, a causa della creazione della Ligat ha'Al, che andava a rimpiazzare la Liga Leumit come massima serie).
Nel 2003-2004, la squadra si classifica seconda e viene promossa in Liga Leumit. Nel 2005-2006, il club vince il suo primo trofeo, sollevando la Toto Cup di seconda divisione, battendo l'Hapoel Be'er Sheva per 5-3 ai tiri di rigore, dopo aver terminato l'incontro 0-0.
Nel 2008-2009, il club è promosso in Ligat ha'Al, la massima divisione.
Nel campionato 2009-2010, l'Hapoel Akko giunge terz'ultimo, venendo così inserito, secondo il nuovo regolamento adottato proprio in tale stagione, nei play-out. Qui, con 3 vittorie, un pareggio e una sconfitta, riesce a cogliere il quattordicesimo posto finale e la salvezza.
Nella stagione successiva l'Hapoel Akko si classifica nono nella stagione regolare. Viene così inserito nel torneo di metà classifica, ove conquista l'ottavo posto finale.

## Stadio
Il Napoleon Stadium di Acri è stato il tradizionale impianto dell'Hapoel Akko durante gran parte della sua storia.
Durante le stagioni 2009-2010 e 2010-2011, essendo il Napoleon Stadium in ristrutturazione, l'Hapoel Akko ha giocato le proprie gare casalinghe al Green Stadium di Nazareth Illit, condividendolo il terreno con l'Hapoel Nazareth Illit, squadra di Liga Leumit.
All'inizio della corrente stagione 2011-2012, ha utilizzato l'Illut Stadium di Illut, condiviso con il Maccabi Ahi Nazareth. Successivamente, è potuto tornare ad Acri, ma nel nuovo Stadio Municipale.

## Allenatori
- Momi Zafran (2006)
- Yaron Hochenboim (2007 – 27 mag 2010)
- Eli Cohen (1° giu 2010 – 13 mag 2012)
- Shimon Hadari (1° lug 2012 – 1° gen 2013)
- Yuval Naim (27 gen 2013 – 27 gen 2014)
- Alon Harazi (27 gen 2014 – 5 gen 2015)
- Shlomi Dora (8 genn 2015 – mag 2015)
- Yaron Hochenboim (28 giu 2015 – mag 2016)
- Momi Zafran (2016)
- Shlomi Dora (31 mag 2016–attuale)

## Palmarès

### Altri piazzamenti
- Liga Leumit:

Secondo posto: 2008-2009
Terzo posto: 2004-2005

## Organico

### Rosa 2017-2018
Aggiornata al 1º luglio 2017
| N. |                    | Ruolo | Calciatore          |
| -- | ------------------ | ----- | ------------------- |
| 1  | Israele (bandiera) | P     | Rom Iluz            |
| 4  | Israele (bandiera) | D     | Farhat Abdi         |
| 5  | Nigeria (bandiera) | C     | Bruno Ibeh          |
| 7  | Israele (bandiera) | A     | Ben Azubel          |
| 8  | Israele (bandiera) | D     | Naftali Belay       |
| 9  | Israele (bandiera) | A     | Azat Halaila        |
| 10 | Israele (bandiera) | C     | Siraj Nasser        |
| 12 | Israele (bandiera) | D     | Gal Shish           |
| 15 | Israele (bandiera) | A     | Amran El Krenawy    |
| 17 | Israele (bandiera) | C     | Ben Algrabli        |
| 18 | Israele (bandiera) | C     | Lotem Zino          |
| 20 | Israele (bandiera) | C     | Gavriel Kanichowsky |

| N. |                    | Ruolo | Calciatore        |
| -- | ------------------ | ----- | ----------------- |
| 21 | Israele (bandiera) | D     | Raz Levy          |
| 22 | Israele (bandiera) | C     | Yinon Eliyahu     |
| 23 | Nigeria (bandiera) | A     | Peter Onyekachi   |
| 25 | Israele (bandiera) | C     | Itay Moreno       |
| 26 | Israele (bandiera) | D     | Amit Bitton       |
| 28 | Israele (bandiera) | P     | Ram Strauss       |
| 39 | Belgio (bandiera)  | C     | Dylan Damraoui    |
| 45 | Belgio (bandiera)  | A     | Elisha Sam        |
| 51 | Israele (bandiera) | P     | Shlomi Dana       |
| 88 | Francia (bandiera) | D     | Mohamadou Sissoko |
| 99 | Serbia (bandiera)  | D     | Fejsal Mulić      |
|    | Israele (bandiera) | D     | Daniel Borchal    |

### Rosa 2013-2014
| N. |                    | Ruolo | Calciatore          |
| -- | ------------------ | ----- | ------------------- |
| 1  | Israele (bandiera) | P     | David Goresh        |
| 5  | Israele (bandiera) | C     | Moshe Mishaelof     |
| 6  | Israele (bandiera) | C     | Adi Gotlieb         |
| 7  | Israele (bandiera) | D     | Yuval Shabtay       |
| 8  | Israele (bandiera) | C     | Avshalom Roei Levi  |
| 9  | Israele (bandiera) | A     | Zidan Amar          |
| 12 | Israele (bandiera) | A     | Rubel Sarsour       |
| 13 | Israele (bandiera) | D     | Luab Kayal          |
| 14 | Israele (bandiera) | C     | Amiya Taga          |
| 17 | Israele (bandiera) | C     | Sagiv Cohen         |
| 18 | Israele (bandiera) | P     | Bar Hoffmann        |
| 21 | Serbia (bandiera)  | C     | Branislav Jovanović |
| 22 | Israele (bandiera) | P     | Shlomi Itach        |
| 23 | Israele (bandiera) | D     | Mahran Abu Ria      |
| 24 | Israele (bandiera) | D     | Snir Mish'an        |
| 25 | Nigeria (bandiera) | D     | Dimaku Fidelis      |
| 26 | Israele (bandiera) | C     | Guy Dayan           |
| 36 | Israele (bandiera) | A     | Eli Zizov           |

| N. |                      | Ruolo | Calciatore       |
| -- | -------------------- | ----- | ---------------- |
|    | Israele (bandiera)   | D     | Eliran Danin     |
|    | Israele (bandiera)   | D     | Klemi Saban      |
|    | Israele (bandiera)   | D     | Amit Amzaleg     |
|    | Serbia (bandiera)    | C     | Nenad Marinković |
|    | Palestina (bandiera) | C     | Ali Khatib       |
|    | Israele (bandiera)   | C     | Shadi Shaban     |
|    | Croazia (bandiera)   | C     | Mirko Oremuš     |
|    | Israele (bandiera)   | C     | Eden Batit       |
|    | Brasile (bandiera)   | C     | Spadacio         |
|    | Israele (bandiera)   | C     | Ismail Raiyan    |
|    | Israele (bandiera)   | A     | Roi Atar         |
|    | Israele (bandiera)   | A     | Avi Knafo        |
|    | Brasile (bandiera)   | A     | Leo Costa        |
|    | Israele (bandiera)   | A     | Elior Seidere    |
|    | Israele (bandiera)   | A     | Yuval Shawat     |
|    | Brasile (bandiera)   | A     | Leandrão         |
|    | Israele (bandiera)   | A     | Yosef Asayag     |
|    | Albania (bandiera)   | A     | Hamdi Salihi     |

### Rose delle stagioni precedenti
- 2011-2012